# Véhicule de sauvetage sous-marin australien Remora
Le véhicule de sauvetage sous-marin australien Remora (en anglais : Australian Submarine Rescue Vehicle Remora, ou ASRV Remora) était un sous-marin de sauvetage utilisé par la Royal Australian Navy (RAN) entre 1995 et 2006. Son nom vient du remora, un petit poisson qui peut s’attacher à une créature marine plus grande. On a formé rétrospectivement dessus l’acronyme « Really Excellent Method of Rescuing Aussies » (en français : Méthode vraiment excellente pour sauver des Australiens),.

## Conception
Le Remora a été construit pour la RAN par OceanWorks International de North Vancouver, en Colombie-Britannique, au Canada, sur la base d’une cloche de plongée. Le véhicule de 16,5 tonnes (18,2 tonnes au maximum) a été conçu pour s’accoupler avec le sas d’évacuation d’un sous-marin, et il pouvait le faire même si le sous-marin avait basculé sur le côté jusqu’à 60 degrés de la verticale,. Le véhicule pouvait fonctionner à des profondeurs supérieures à 500 mètres et dans des courants allant jusqu’à 3 nœuds (5,6 km/h), mais il était destiné à être utilisé à moins de 180 mètres, qui est la profondeur de sécurité maximale pour l’équipement d’évacuation sous-marine,. Le submersible pouvait transporter sept personnes : un opérateur à bord et six passagers. À bord du Remora, les sous-mariniers secourus étaient maintenus sous une pression d’environ cinq bars, et une fois à la surface, ils étaient mis dans l’une des deux chambres de décompression, conçues pour 36 hommes, transportées à bord du navire de sauvetage.
Le Remora pouvait être contrôlé à partir d’une installation conteneurisée à bord du navire de sauvetage, avec une alimentation, un contrôle et des capteurs alimentés par un câble ombilical blindé,. Douze personnes composaient l’effectif de contrôle du Remora en surface, ce nombre pouvant être complété par des spécialistes de la médecine de la plongée et par des plongeurs. L’ensemble de l’installation (Remora, centre de contrôle et chambres de décompression) pouvait être transporté par route ou par mer, ou chargé dans des avions Lockheed C-130 Hercules,. Le Remora pouvait être livré n’importe où en Australie dans les 36 heures, et installé sur un navire approprié dans les 25 heures supplémentaires. Le tender Seahorse Spirit de Defence Maritime Services a été désigné navire principal pour déployer le Remora, bien que tout navire présentant suffisamment d’espace pour transporter et déployer l’équipement (300 mètres carrés d’espace libre en pontée, avec une largeur minimale de 8 mètres) puisse être utilisé,.

## Engagements
En décembre 2006, le câble ombilical s’est rompu lors d’un exercice au large de Perth, piégeant deux hommes à une profondeur de 140 mètres pendant 12 heures. Les hommes ont été secourus, mais le Remora n’a été récupéré qu’en avril 2007. Le submersible a été renvoyé à OceanWorks pour réparation. Bien que les réparations aient été terminées, le Remora n’a pas été remis en service, car la société de classification Det Norske Veritas a refusé de certifier le submersible. En effet l’équipement de lancement et de récupération ne répondait plus aux normes de sécurité en vigueur. À la fin de l’année 2008, le Remora était entreposé à Henderson, en Australie-Occidentale. Pour compenser la perte de la capacité qu’il offrait, le ministère de la Défense a pris des dispositions pour que le submersible britannique LR5 soit transporté en Australie si un sauvetage sous-marin était nécessaire. En juin 2009, le LR5 a été pris en location par l’Australie et transféré à ce pays. La Royal Navy n’en avait plus l’usage, faisant désormais partie des pays de l’OTAN utilisant le Nato submarine rescue system.
Le Remora a été la base du Submarine Rescue Diving and Recompression System (système de recompression de plongée de sauvetage de sous-marin) de la United States Navy.

#### Ouvrages
- (en) Jon Davidson et Allibone, Tom, Beneath Southern Seas, Crawley, WA, University of Western Australia Press, 2005 (ISBN 1-920694-62-5, OCLC 69242056)
- (en) Wertheim, Eric, The Naval Institute Guide to Combat Fleets of the World: Their Ships, Aircraft, and Systems, Annapolis, MD, Naval Institute Press, 2007, 15th éd. (ISBN 978-1-59114-955-2, OCLC 140283156, lire en ligne)

#### Articles
- (en) « Remora replacement arrives », Australian Defence Magazine,‎ 12 juin 2009 (lire en ligne, consulté le 15 juin 2011)
- (en) Cameron Stewart, « Rescue system for submarines a failure », The Australian,‎ 26 décembre 2008 (lire en ligne [archive du 6 février 2009], consulté le 15 juin 2011)